# Manfred Barth (Fußballspieler)
Manfred Barth (* 4. Juni 1944) ist ein ehemaliger deutscher Fußballtorwart. In den 1960er und 1970er Jahren spielte er für den 1. FC Lokomotive Leipzig in der DDR-Oberliga, der höchsten Spielklasse im DDR-Fußball.

## Sportliche Laufbahn
Zu Beginn der Saison 1968/69 wechselte 24-jährige Manfred Barth von der viertklassigen Betriebssportgemeinschaft (BSG) Lokomotive Delitzsch zum 1. FC Lokomotive Leipzig, dem Fußballschwerpunkt der Region. Er wurde zunächst als Torwart für die Bezirksligamannschaft 1. FC Lok II vorgesehen, kam aber auch zu zwei Einsätzen in der Oberliga. Er spielte als Innenstürmer, eine Position, für die Trainer Georg Rosbigalle bisher keine befriedigende Lösung gefunden hatte. Da der 1. FC Lok die Saison als Absteiger beendete, musste er 1969/70 in der DDR-Liga antreten. Barth gehörte wieder nicht zum Stammaufgebot und war nur mit einem Torwarteinsatz am sofortigen Wiederaufstieg des Leipziger Clubs beteiligt. Als Zweitligist gewann der 1. FC Lok in dieser Saison den DDR-Fußballpokal, daran war Barth mit einem Einsatz im Viertelfinalspiel Dynamo Dresden – 1. FC Lok (1:2) beteiligt. Zur Saison 1970/71 wurde Barth hinter Werner Friese als zweiter Torwart nominiert, den er aber nur zweimal in der Oberliga und erneut im Pokal-Viertelfinalspiel (FC Carl Zeiss Jena – 1. FC  Lok 2:1) vertreten durfte. 1971/72 spielte Barth ausnahmslos in der Bezirksligamannschaft. Seine erfolgreichste Oberliga-Spielzeit hatte er 1972/73, als er in der Hinrunde den langzeitverletzten Stammtorwart Werner Friese in sechs Spielen vertreten durfte. Daneben spielte er zweimal für die 2. Mannschaft, die in die DDR-Liga aufgestiegen war. Zur Saison 1973/74 kehrte Barth zu Lok Delitzsch zurück, wo er noch bis 1984 in der Bezirksliga spielte.